# Museo de la Capital
El Museo de la Capital (chino: 首都博物馆) es una galería de arte situada en Pekín, China. Abrió en 1981 y se trasladó al edificio actual en 2006. Alberga una gran colección de porcelana, objetos de bronce, caligrafía, pintura, jade, escultura, y estatuas budistas de la China imperial y otras culturas asiáticas.
Parte de las colecciones del museo estaban alojadas en el Templo de Confucio de Pekín, en Guozijian Road.

## Descripción

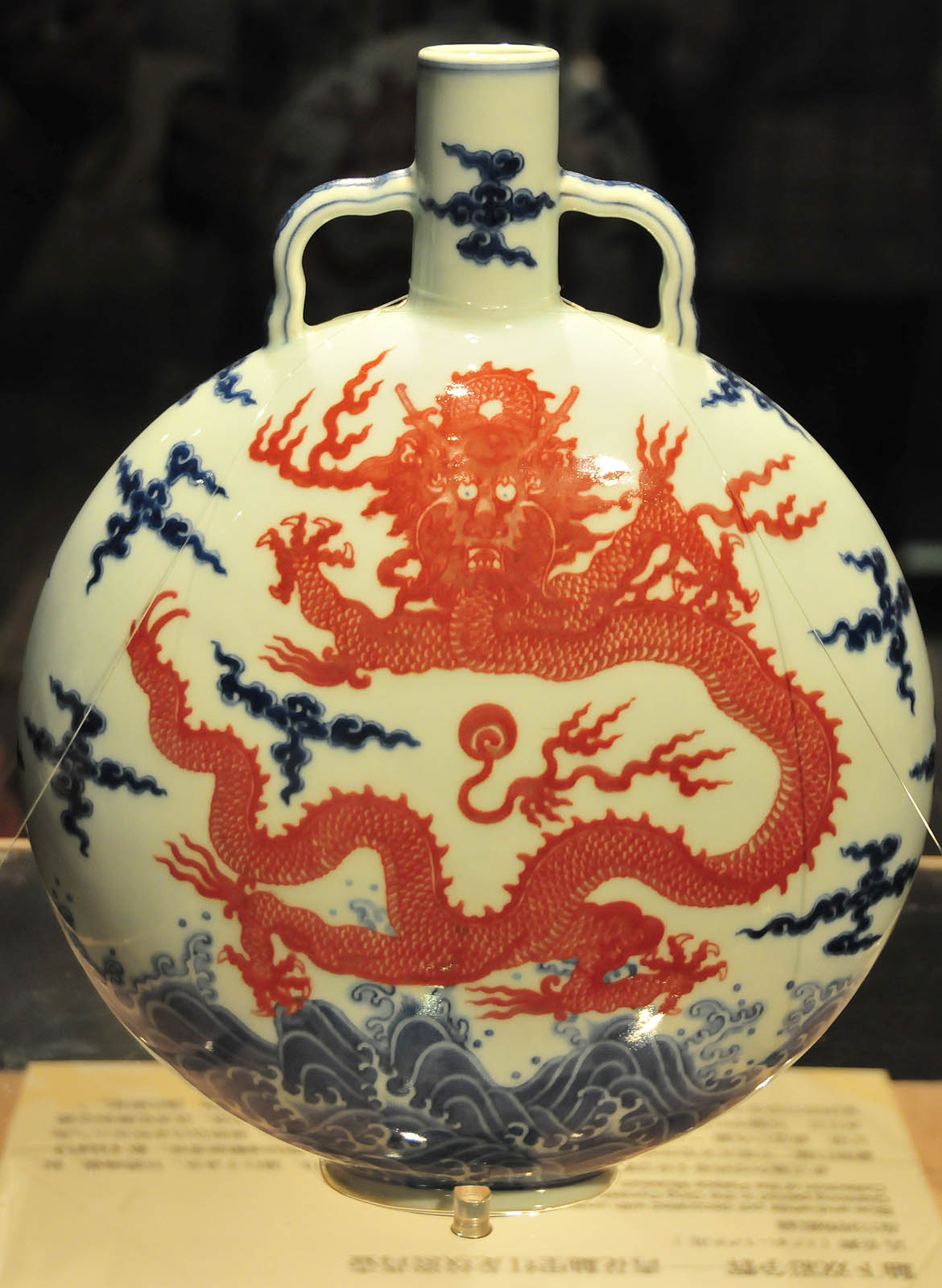
Jarrón de porcelana azul y blanco de la Dinastía Ming.

El Museo de la Capital de Pekín contiene más de 200 000 reliquias culturales en su colección, de los cuales solo una pequeña fracción está expuesta. Un porcentaje significativo de la colección de arte del museo proviene de objetos desenterrados en Pekín.
El Museo de la Capital se creó en 1981 con una colección de unos 83 000 objetos. Aunque el museo palidece si se compara con los visitantes recibidos por otros museos de la ciudad, como el Museo de Palacio en la Ciudad Prohibida, el Museo nacional de China, y el Museo Nacional de Arte de China; se ha convertido en una de las principales instituciones culturales de la ciudad, con más de 166 000 visitantes en los cinco primeros meses de 2007.
La gran cubierta del actual edificio del Museo de la Capital y el gradiente en la plaza de acceso tiene influencias de la arquitectura tradicional china. La pared exterior de piedra pretende simbolizar las murallas y torres de la antigua China. Una pieza de danbi (una enorme piedra tallada con imágenes de dragones, fénix y objetos imperiales) está incrustada en el suelo delante de la puerta norte del museo, mientras que en la recepción se encuentra un arco decorativo de la Dinastía Ming, que muestra el "eje central" característico de la arquitectura china. La Sala de Exposiciones de Bronce, que tiene forma ovalada, pretende simbolizar el desenterramiento de objetos antiguos mediante su diseño inclinado que se extiende desde el suelo hasta el exterior del museo.